# Danone
Danone S.A. (французькою [danɔn]), Данон - французька транснаціональна корпорація з виробництва харчових продуктів, що базується в Парижі. Заснована 1919 року в Барселоні. Котирується на Euronext Paris, де входить до складу індексу CAC 40. Деякі продукти компанії продаються під брендом Dannon в США.

## Профіль групи
Заснована в 1919 Ісааком Карассо в Барселоні, Іспанія. Під час Другої світової війни переміщена засновником у Нью-Йорк, де отримала найменування Dannon Milk Products Inc.
З 1958 офіс компанії розміщується в Парижі. Діяльність компанії зосереджена на випуску молочних продуктів, дитячого харчування та мінеральної води. У портфель компанії входять такі бренди, як Danone, Активія, Fantasia, Danissimo, в Evian та ін. Група Данон представлена в 120 країнах. Компанії належить понад 160 заводів.
В Україні Danone працює з 1998. Danone Україна має 8 регіональних представництв та 2 заводи в Кременчуці та Херсоні. Компанія продає в Україні молочні та рослинні продукти під торговими марками Actimel, Активіа, Актуаль, Alpro, Даніссімо, Danone, Ростишка, Простонаше, Живинка.

## Історія
Компанію з виробництва йогурту заснував Ісаак Карасу, який жив у Греції і з дитинства добре знав про цей продукт, адже там йогурт продавався прямо на вулицях. Ідея виникла, коли Карасу ознайомився з гіпотезою видатного українського біолога Іллі Мечникова: вчений вивчав вплив болгарської палички, що міститься в йогурті, на організм людини та дійшов висновку, що вона добре впливає на травлення та підвищує захисні сили організму.
Але коли у 1912 спалахнула Перша Балканська війна, Ісаак через політичні причини був вимушений покинути Грецію і переїхав до Барселони. Там він змінив прізвище і став Ісаакам Карассо, тому що вважав, що так йому буде легше привернути до себе увагу та прихильність людей. У 1919 він створює компанію, яку назвав на честь свого сина: Danone — це зменшувально-пестливе від імені Даніель і означає буквально «маленький Даніель».
Спочатку Ісаак поширював йогурти через мережі аптек і на це було кілька причин: по-перше, за професією Карассо був лікарем, і такий спосіб продажів був йому ближчим і зрозумілішим. По-друге, виводити новий для того часу продукт на ринок було дуже ризикованою справою, тоді як аптечні препарати навпаки користувалися значним попитом. Спершу йогурти продавалися за рецептом як ліки, що допомагали дітям при кишкових розладах.
Згодом посаду голови компанії зайняв Даніель Карассо, який уважав за потрібне впровадити значні зміни. Саме син Ісаака Карасу перемістив компанію до Парижа — поближче до Інституту Пастера, оскільки головним постачальником болгарської палички для Danone була лабораторія Іллі Мечникова, що працювала при Інституті. На той час європейці вже звикли до йогурту та вважали його не тільки лікувальним препаратом, а й корисним молочним продуктом.
Незабаром почалася Друга світова війна, і Даніель був змушений залишити Європу, як колись його батько покинув Грецію. Річ у тім, що Даніель Карассо знав про своє єврейське коріння та волів не ризикувати. Отже, він вирушив до США, де невдовзі заснував компанію Dannon Milk Products Inc. Щоби досягти успіху на новому ринку Даніелю Карассо довелося адаптувати продукт до місцевих потреб. У 1951 повертається до Європи з метою відновити бізнес, а потім продає американську компанію. У 1953 Danone випускає свій перший фруктовий йогурт. Це стало такою ж несподіванкою, як і свого часу сама поява йогурту.
У 1967 відбувається злиття компанії з провідним французьким виробником сирів Gervais, що спричиняє розширення асортименту продукції. Завдяки цьому, значно зросли прибутки Danone. У 1973 відбувається злиття з BSN, провідним виробником вікон та виробів із скла в Європі. Далі слідувала ціла низка поглинань корпорацією BSN-Danone-Gervais інших виробників, і до початку 1990-х компанія виробляла йогурти, сири, пиво, мінеральну воду, дитяче харчування, шампанське, макарони, бісквіти, тости, різні болезаспокійливі засоби і ще багато іншого.
Політика голови компанії Антуана Рібу та поведінка на ринку були доволі агресивними — він укладав угоди про поглинання за дуже короткі терміни. Це дозволило компанії значно посилити позиції на багатьох ринках. Але згодом деякі напрямки бізнесу виявилися баластними та були продані. Потім компанію очолив син Антуана — Франк Рібу. Саме він ініціював реструктуризацію компанії, метою якої було позбавлення непотрібних брендів. Сьогодні компанія зосередилася на трьох основних для неї напрямках з високим потенціалом росту: свіжі молочні продукти та дитяче харчування, печиво та мінеральна вода. Ці харчові продукти були найкориснішими для здоров'я, а отже, найбільше відповідали критеріям групи. Діяльність у Західній Європі, що на той час нараховувала вже 80 % продажів, поширилася на Азію, Африку, Східну Європу, Північну та Південну Америку.
У 2007 розпочався новий етап в історії Danone: з одного боку, був проданий напрямок виробництва печива, з іншого — відбулося об'єднання з голландською компанією Royal Numico, що посідає передові позиції у світі в сфері виробництва дитячого та медичного харчування.
30 листопада 2010 Danone і корпорація «Юнімілк» оголосили про злиття активів молочного бізнесу в СНД. В результаті була створена об'єднана компанія, 57,5 % акцій якої буде контролювати Danone, 42,5 % — акціонери «Юнімілка». Крім цього, Danone (станом на лютий 2008) належало 18,36 % російської продовольчої компанії Вім-Біль-Дан (влітку 2010 у зв'язку зі злиттям з «Юнімілком» досягнута домовленість про продаж цього пакета акцій компанії Вім-Біль-Дан).
Під час повномасштабного вторгнення військ РФ до України 2022 року компанія відмовилась зупиняти роботу на російському ринку та приєднатись до бойкоту режиму РФ. Згодом компанія дещо зменшила асортимент продукції у Росії, продовживши роботу. 14 жовтня 2022 Danone оголосила про плани на вихід з російського ринку. 17 липня 2023 року Росія взяла під контроль місцеві дочірні компанії Danone і пивної компанії Carlsberg, вони перейшли до «тимчасового управління» держави. У травні 2024 року було оголошено про завершення продажу активів та виходу з ринку РФ.

## Danone в Україні
Danone в Україні працює з 1998 року. У 2006 році придбано молокозавод «Родич» у м. Херсоні, який був осучаснений та перейменований у «Данон-Дніпро». З червня 2010 року в результаті злиття компаній Danone і «Юнімілк», до переліку українських активів «Danone-Юнімілк» увійшли три заводи — «Данон-Дніпро», де випускається більше 80 % продукції Danone, завод Галактон у Києві і «Кремез» — в Кременчуці. Компанія продає в Україні молочні продукти під торговими марками Actimel, Активіа, Актуаль, Alpro, Даніссімо, Danone, Ростишка, Простонаше, Живинка.
Як і в усіх інших країнах, в Україні Данон пропагує здоровий спосіб життя. Основні види продукції, що виробляється в Україні: молочні та кисломолочні продукти, вершкове масло, вершки, сметана, молоко та йогурт.
Загальна частка Danone на ринку всієї молочної продукції України (за станом на серпень 2011) становить 23,9 % у грошовому еквіваленті. За об'ємом виробництва сучасних молочних продуктах частка Данон-Юнімілк — 43,8 %, традиційних молочних продуктів −15,5 %. До злиття компаній станом на серпень 2010 частка Данон на всьому молочному ринку країни становила 12,5 %, а Юнімілк — 12,1 % у грошовому виразі. Загальний обсяг виробництва молочних продуктів на заводах об'єднаної компанії («Данон-Дніпро» в Херсоні, «Галактон» в Києві та «Кремез» в Кременчуці) — понад 130 000 тонн продукції на рік..
У червні 2013 року, в с. Лосятин Тернопільської області у полуничному кооперативі, що створений за ініціативи «Данон», був зібраний перший урожай полуниць (120 тонн).

## Фінансовий стан компанії Danone
Основні економічні показники, що характеризують фінансову діяльність компанії з 2010 по 2011 рік наведені у таблиці:
| Найменування категорії | 2010  | 2011  | Відхилення,% |
| --- | ----- | ----- | ------------ |
| Валовий виторг, € млн. | 12776 | 15220 | +19,1        |
| Операційний дохід, € млн.                                                                                                   | 1696  | 2270  | +33,9        |
| Чистий прибуток, € млн. | 1185  | 1313  | +15,0        |
| Сумарні зобов'язання, € млн                                                                                                 | 11261 | 11055 | −1,8         |
| Поточні зобов'язання | 371,6 | 386,9 | +4,0         |
| Величина власного (акціонерного) капіталу, € млн                                                                            | 9018  | 8644  | -4,1         |
| Оборотні кошти, € млн. | 1430  | 1699  | +18,8        |
| Товарно-матеріальні запаси, € млн.                                                                                          | 544   | 310   | — 43,0       |
| Капітальні витрати, € млн.                                                                                                  | 12776 | 15220 | +19,1        |
| Капітальні інвестиції, € млн.                                                                                               | 1696  | 2270  | +33,9        |
| Вільний грошовий потік, € млн.                                                                                              | 1185  | 1313  | +15,0        |
| Загальна сума активів, € млн.                                                                                               | 11261 | 11055 | −1,8         |
| Кількість акцій на кінець року, шт.                                                                                         | 371,6 | 386,9 | +4,0         |
| Ціна 1 акції на кінець року, €                                                                                              | 9018  | 8644  | −4,1         |
| Ринкова капіталізація компанії на кінець року, € млн.                                                                       | 32000 | 22186 | −30,7        |
| Прибуток на одну акцію, €                                                                                                   | 6,1   | 3,7   | −40,5        |
| Коефіцієнт загальної фінансової незалежності, власного капіталу (відношення власного капіталу до загальної суми активів), % | 124,9 | 27,9  | +2,4         |

Коефіцієнт ліквідності: lr2010 = 1430 / 371,6 = 3,9 lr2011 = 1699 / 386,9 = 4,4

Коефіцієнт миттєвої ліквідності: qr2010 = (1430 — 544) / 371,6 = 2,4 qr2011 = (1699 — 310) / 386,9 = 3,6

Коефіцієнти керування активами: atr2010 = 12776 / 15784 = 0,81 atr2011 = 15220 / 4157 = 3,66

Коефіцієнт заборгованості: kl2010 = 11261 / 15784 = 0,7 kl2011 = 11055 / 4157 = 2,7

Коефіцієнт прибутковості по збуті: Rs2010 = 1185 / 12776 = 0,1 Rs2011 = 1313 / 15220 = 0,09

Основний коефіцієнт прибутковості: kp2010 = 1696 / 15784 = 0,11 kp2011 = 2270 / 4157 = 0,55

Коефіцієнт прибутку на власний (акціонерний) капітал: ROE2010 = 1185 / 9018 = 0,13 ROE2011 = 1313 / 8644 = 0,15

Відношення ціни акції до прибутку: Р/Е2010 = 61,47/6,1 = 10,1 Р/Е2011 = 43,18/3,7 = 11,7

Балансова ціна акції: book value share 2010 = 9 018 000 000 / 512851460 = 17,58 євро book value share 2011 = 8 644 000 000 / 513802144 = 16,82 євро

Коефіцієнт відносини ринкової вартості акції до її вартості за даними бухгалтерського обліку: kmv/bv2010 = 62,4/17,58 = 3,55 kmv/bv2011 = 43,18/16,82 = 2,57

На основі аналізу ринкової й галузевої ситуації, розрахованих показників можна визначити такий набір цілей МНК на наступний рік:
1. Обсяги збуту. При збереженні існуючої тенденції до росту обсягу збуту компанії на 19,1 % у рік, зважаючи на те, що світові обсяги збуту по профільній продукції зростуть лише на 5 %, а ринок даної продукції наближається до насичення, хоча й передбачається деякий ріст, зв'язаний зі згладжуванням наслідків світової економічної кризи, можна прогнозувати ріст обсягів продажів на 20 %.
2. Прибутковість. Компанії в сформованих кризових умовах удалося зберегти прибутковість продажів, і навіть до деякої міри поліпшити показники рентабельності активів у попередньому році. При цьому потрібно враховувати, що таких поліпшень не можна домагатися зниженням розмірів активів до критично малих. Тому реальною метою на наступний рік є збереження рівня рентабельності на оцінці 10-12 %.
3. Ринкова вартість фірми. Вартість підприємства визначається шляхом підсумовування вартості всіх акцій підприємства, вартості боргових зобов'язань, за винятком коштів й їхніх еквівалентів. Таким чином, зважаючи на те, що вартість компанії в цей час становить приблизно 22186 + 11055 — 1699 = 31542 млн євро., при розвитку існуючих тенденцій зміни показників, що входять у її склад, варто очікувати, що ринкова вартість компанії «Danone» в 2012 році складе: 22186*0,693 + 11055*0,982 — 1699*1,188 = 28815,13 млн євро. Найістотнішим образом на таке падіння вартості компанії робить майже 30 % зниження вартості акцій компанії при мінімальному росту їхньої кількості (менш 1 %). У теж час, якщо компанії вдасться зберегти імідж і нарощувати обсяги збуту, ситуація може налагодити.

## Цікаві факти про Danone
- У 1930-ті Danone був постачальником королівського двору Іспанії.
- Наприкінці XX століття, та на початку XXI Nestle хотіла поглинути компанію Danone. Але злиття так і не відбулося, оскільки уряд Франції випустив закон, згідно з яким Франція не дозволяла продавати свої стратегічно важливі підприємства закордонним корпораціям[21].